# Verwaltungsgemeinschaft Eisleben
In der Verwaltungsgemeinschaft Eisleben waren im sachsen-anhaltischen Landkreis Mansfelder Land die Gemeinde Volkstedt und die Stadt Eisleben zusammengeschlossen. Verwaltungssitz war Eisleben. Am 1. Januar 2004 wurde sie durch Eingemeindung von Volkstedt nach Eisleben, das zur Einheitsgemeinde wurde, aufgelöst.